# Jugando en serio
Jugando en serio es el tercer EP de la cantante y compositora mexicana Carla Morrison. El álbum fue lanzado el 21 de mayo de 2013 por los sellos Carla Morrison Música y Cosmica Records. Este EP es acústico y se caracteriza por contener temas de sus EP anteriores, con nuevas versiones con distintos instrumentos.

## Lista de canciones
| Lista de canciones |                 |                |          |  |
| N.º                | Título          | Escritor(es)   | Duración |  |
| 1.                 | «Yo Sigo Aquí»  | Carla Morrison | 4:06     |  |
| 2.                 | «Compartir»     | Morrison       | 5:02     |  |
| 3.                 | «Lágrimas»      | Morrison       | 3:30     |  |
| 4.                 | «Buena Malicia» | Morrison       | 3:59     |  |
| 5.                 | «Pan Dulce»     | Morrison       | 4:06     |  |
| 36:26              |                 |                |          |  |